# SpeedCrunch
SpeedCrunch – kalkulator o bardzo zaawansowanych opcjach, którego obsługa odbywa się za pomocą klawiatury. Aplikacja umożliwia korzystanie z funkcji takich jak sinus, cosinus, tangens, cotangens, funkcja wykładnicza, logarytmiczna i wiele innych. Automatycznie tworzona historia pozwala użytkownikowi na przegląd wykonanych działań, a także eksport sesji do pliku tekstowego.